# 우치나역
우치나역(일본어: 内名駅)은 일본 히로시마현 쇼바라시에 위치한 서일본 여객철도 게이비 선의 철도역이다. 단선 승강장 1면 1선의 구조를 갖춘 지상역이다.

## 역 주변
- 나리와 강

## 역사
- 1955년 7월 20일 : 게이비 선의 빈고야와타 - 오누카 간에 신설 개업.
- 1987년 4월 1일 : 일본국유철도 분할 민영화에 의해, 서일본 여객철도가 승계.

## 인접 역
| 서일본 여객철도 게이비 선 | 서일본 여객철도 게이비 선 | 서일본 여객철도 게이비 선 |
| ------------------------- | ------------------------- | ------------------------- |
| 빈고야와타 니미 방면      | □ 쾌속 · ■ 보통           | 오누카 히로시마 방면      |